# Relations entre l'Abkhazie et Nauru
Les relations entre l'Abkhazie et Nauru font référence aux relations étrangères entre la République d'Abkhazie et Nauru.
Des relations sont établies entre les états le 14 décembre 2009, au lendemain de la guerre russo-géorgienne de 2008, qui voit l'Abkhazie obtenir une reconnaissance internationale partielle.

## Reconnaissance et relations diplomatiques
Nauru devient le quatrième membre des Nations unies à reconnaître et à établir des relations diplomatiques avec l'Abkhazie en tant qu'État indépendant le 15 décembre 2009,,. Le même jour, un accord de reconnaissance entre le ministre des Affaires étrangères d'Abkhazie, Sergei Shamba, et le ministre du Commerce et des Affaires étrangères de Nauru, Kieren Keke, est signé.

## Rencontres bilatérales officielles
Des représentants de Nauru sont présents en tant qu'observateurs pour les élections présidentielles en Abkhazie le 26 août 2011.
Le 18 septembre 2012, l'ambassadeur d'Abkhazie en Russie, Igor Akhba, rencontre le président de Nauru, Sprent Dabwido, lorsque ce dernier se rend à Moscou, afin de discuter de la coopération future. Le 7 novembre 2013, l'ambassadeur rencontre à Moscou le successeur de sRENT Dabwido, Baron Waqa, afin de discuter des accords à signer entre l'Abkhazie et Nauru.
Le 22 août 2014, le président du Parlement de Nauru, Ludwig Scotty, reçoit la décoration de l'ordre Akhdz-Apsha de deuxième degré des mains du président par intérim Valeri Bganba.
Entre le 18 et le 20 avril 2015, une délégation de Nauru se rend en Abkhazie dirigée par le vice-président David Adeang. Le déplacement à pour but la signature de trois accords de coopération et la nomination d'un consul honoraire de Nauru en Abkhazie,,.
Du 27 au 29 septembre 2015, Ludwig Scotty, président du Parlement de Nauru, se rend à Soukhoumi en Abkhazie à l'occasion du 23e anniversaire du jour de la victoire de la guerre d'Abkhazie.
Le 29 septembre 2016, lors d'une visite en Abkhazie d'une délégation conduite par le président du Parlement de Nauru, Cyril Buraman, les deux pays signent un traité d'amitié et de coopération.
Après une visite et une rencontre avec le ministre des Affaires étrangères de la fédération de Russie, Sergueï Lavrov à Sotchi le 22 novembre 2017, Baron Waqa, alors président de Nauru, se rend en Abkhazie les 22 et 23 novembre 2017. Il est le premier chef d'État non russe à se rendre en République d'Abkhazie. Les deux présidents abordent de nombreux sujets importants amenant les deux nations à convenir d'accroître les relations mutuelles à un niveau supérieur.
À l'occasion du cinquantième anniversaire de l'indépendance de Nauru le 31 janvier 2018, une délégation d'Abkhazie (accompagnée d'une délégation d'Ossétie du Sud) effectue une visite à cette occasion du 27 janvier au 4 février 2018. De nombreuses réunions ont lieu entre les fonctionnaires d'Abkhazie et les fonctionnaires de Nauru. Le Ministre des Affaires étrangères d'Abkhazie, Daur Kove rencontre à cette occasion le président de Nauru, Baron Waqa. Le 1er février 2018, plusieurs documents bilatéraux sont signés entre le ministre abkhaze des Affaires étrangères, le gouvernement nauruan et le parlement de Nauru, en présence de Said Kharazia et Cyril Buraman.